# Église Saint-Pierre de Faye
L'église Saint-Pierre est une église catholique située au lieu-dit de Faye, sur le territoire de la commune de Ribérac, en France.
Elle fait l'objet d'une protection au titre des monuments historiques.

## Localisation
L'église est située dans le département français de la Dordogne, sur la commune de Ribérac.

## Historique
De style roman, l'église a probablement été édifiée en deux périodes, au début du XIIe siècle et à la fin du XIIe siècle.
Pendant les guerres de religion, l'église est incendiée, comme d'autres églises du Ribéracois, par une troupe de protestants, en 1568.
La cloche de l'église a été fondue en 1864 par le fondeur Édouard Martin de Breuvannes (Haute-Marne).

## Protection
L'église Saint-Pierre de Faye du XIIe, inscrite au titre des monuments historiques le 22 juin 1946.

## Galerie de photos

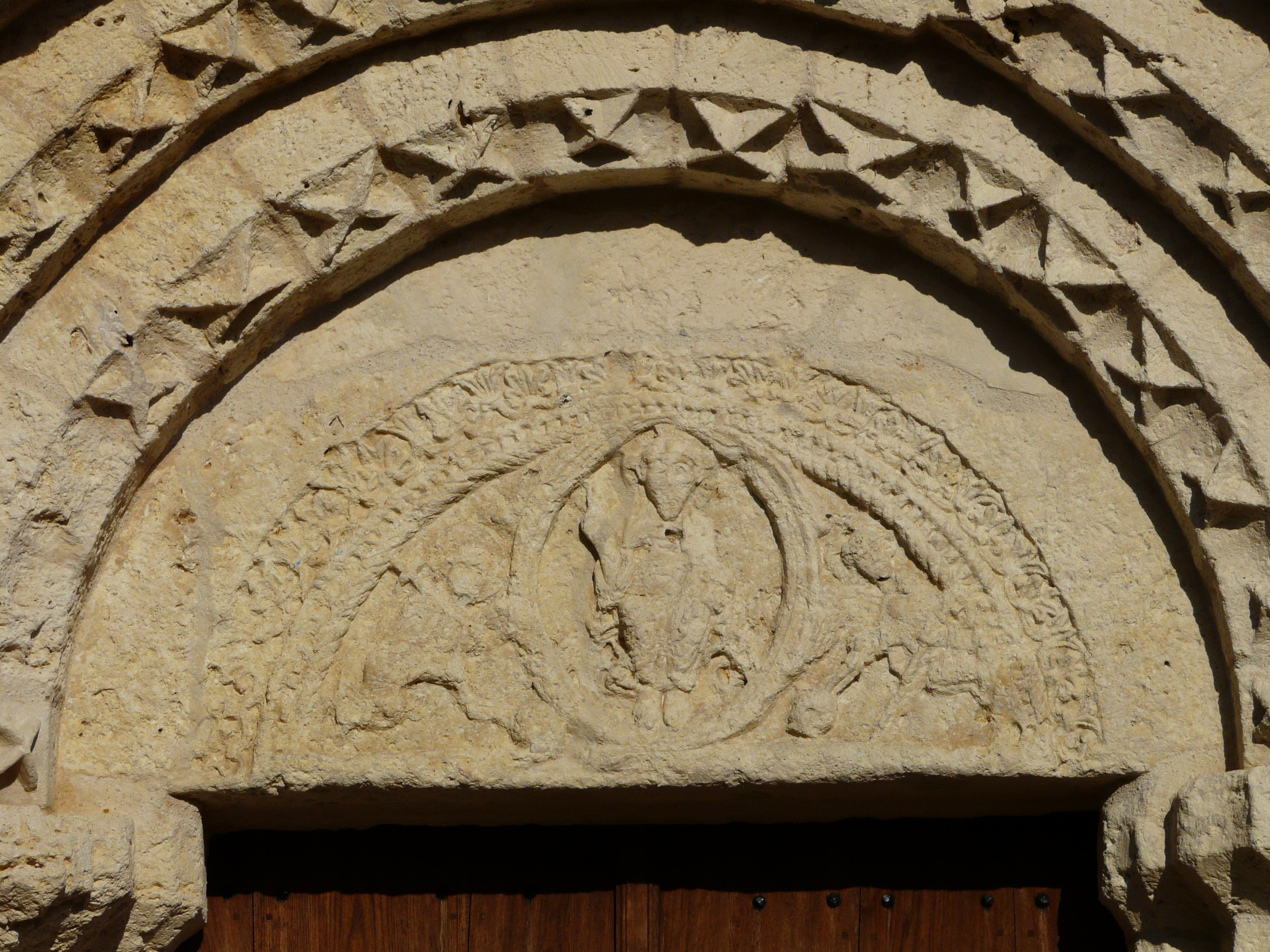
Le tympan roman de l'église.
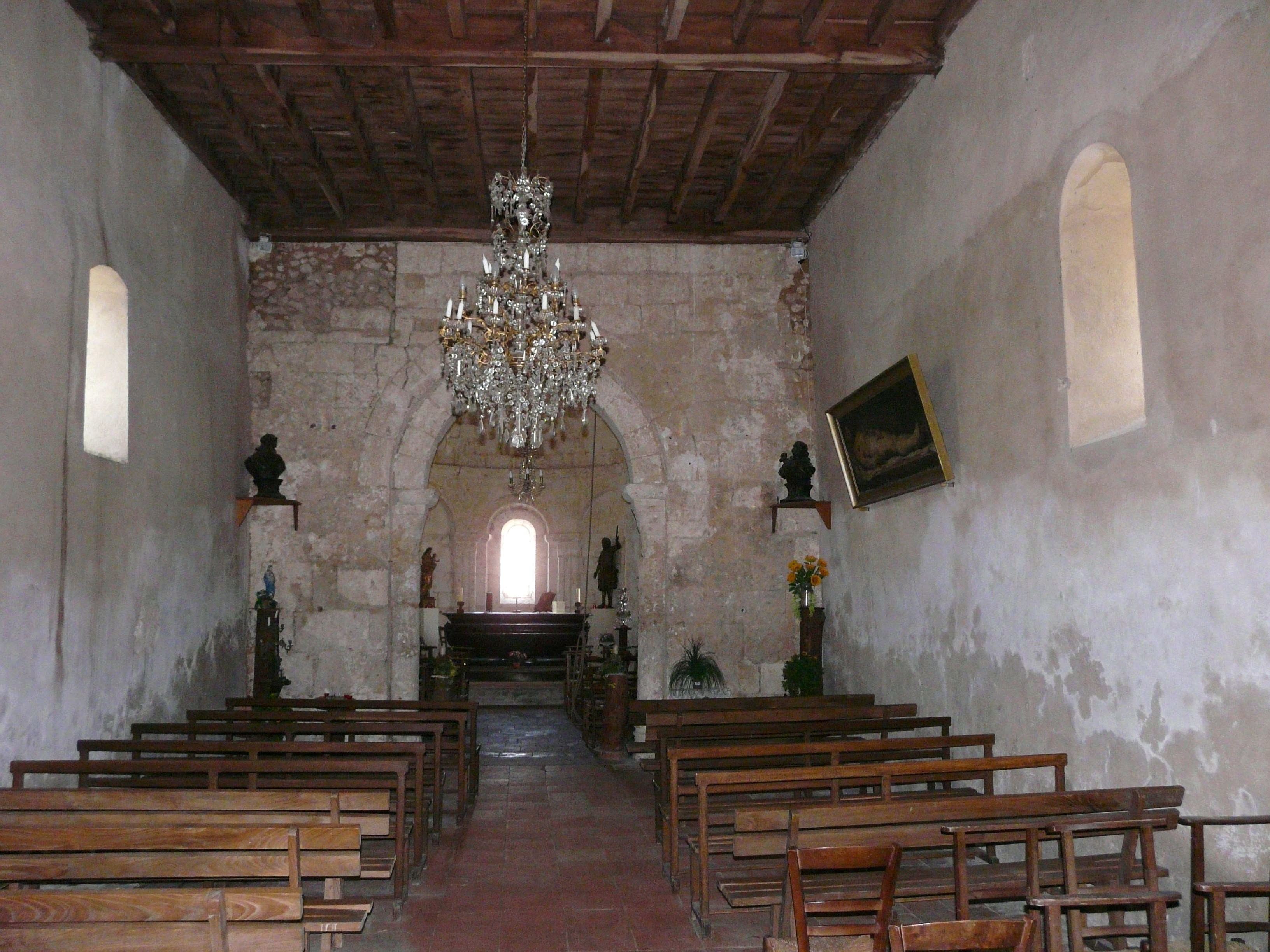
La nef unique.
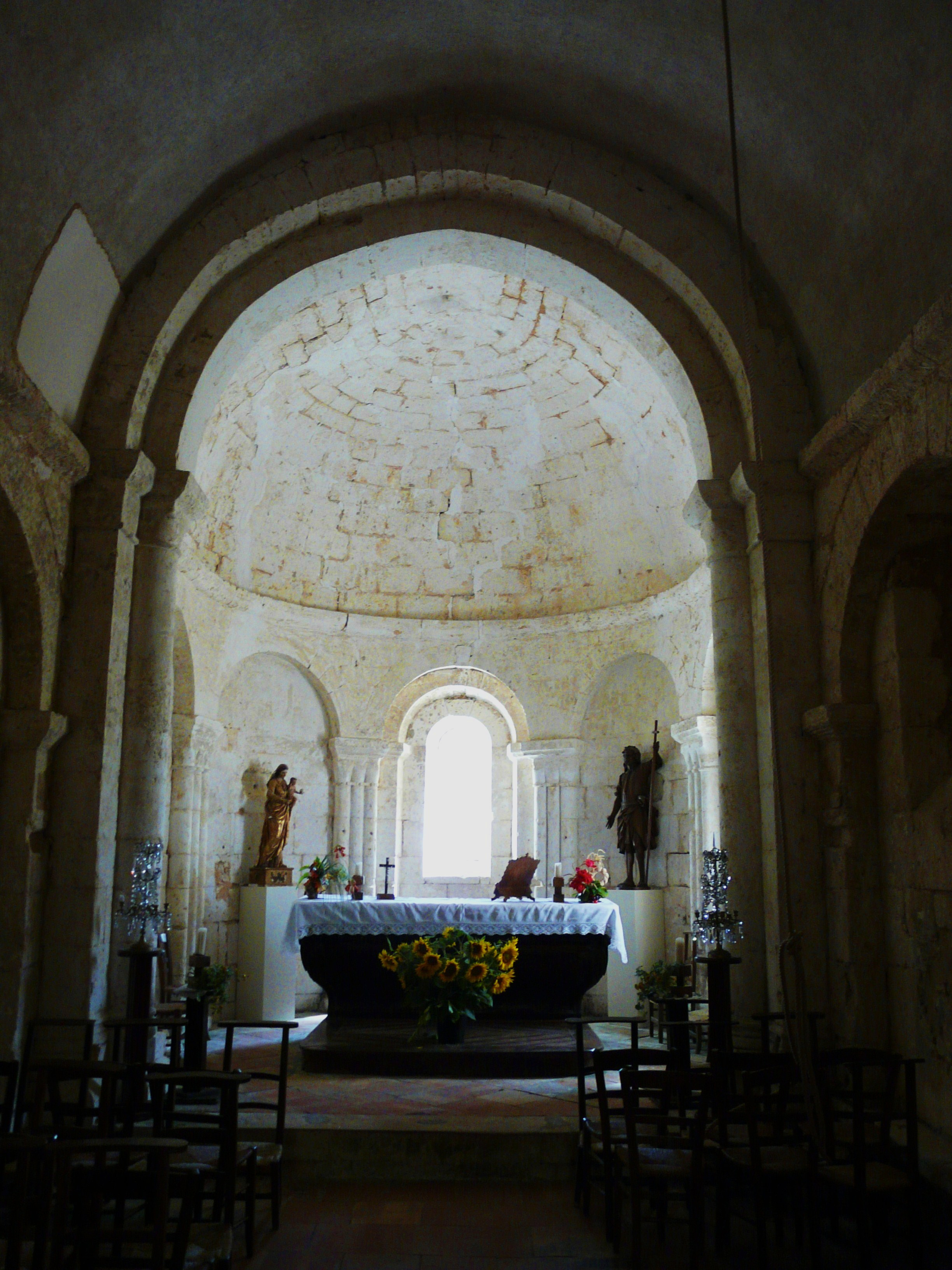
L'abside en cul-de-four du chœur.